# Campeonato Europeu de Atletismo em Pista Coberta de 1977
O 8º Campeonato Europeu de Atletismo em Pista Coberta foi realizado no Palacio Municipal de Deportes, de San Sebastian, Espanha, nos dias 12 e 13 de março de 1977. As competições repartiram-se por 19 eventos (11 no programa masculino e 8 no feminino).

## Medalhistas
Masculino
| Evento               | Ouro                      | Ouro      | Prata                   | Prata  | Bronze               | Bronze |
| 60 m                 | URS Valeriy Borzov        | 6.58      | SWE Christer Garpenborg | 6.60   | POL Marian Woronin   | 6.67   |
| 400 m                | BEL Alfons Brijdenbach    | 46.53     | FRA Francis Demarthon   | 47.11  | POL Marian Gęsicki   | 47.21  |
| 800 m                | GBR Sebastian Coe         | 1:46.5    | GDR Erwin Gohlke        | 1:47.2 | SUI Rolf Gysin       | 1:47.6 |
| 1500 m               | GDR Jürgen Straub         | 3:46.5    | FRG Paul-Heinz Wellmann | 3:46.6 | HUN János Zemen      | 3:46.6 |
| 3000 m               | FRG Karl Fleschen         | 7:57.7    | FIN Pekka Päivärinta    | 7:59.3 | SUI Markus Ryffel    | 8:02.2 |
| 60 m barreiras       | GDR Thomas Munkelt        | 7.62 (WR) | URS Viktor Myasnikov    | 7.79   | FIN Arto Bryggare    | 7.79   |
| salto em altura      | POL Jacek Wszoła          | 2,25 (CR) | GDR Rolf Beilschimdt    | 2,22   | NED Ruud Wielart     | 2,22   |
| salto com vara       | POL Władysław Kozakiewicz | 5,51 (CR) | FIN Antti Kalliomäki    | 5,30   | POL Mariusz Klimczyk | 5,20   |
| salto em comprimento | FRG Hans Baumgartner      | 7,96      | GDR Lutz Franke         | 7,89   | HUN László Szalma    | 7,78   |
| triplo salto         | URS Viktor Sanyeyev       | 16,65     | URS Jaak Uudmäe         | 16,46  | FRA Bernard Lamitié  | 16,45  |
| lançamento do peso   | ISL Hreinn Halldórsson    | 20,59     | GBR Geoff Capes         | 20,46  | POL Władysław Komar  | 20,17  |

Feminino
| Evento               | Ouro                   | Ouro        | Prata                    | Prata  | Bronze                 | Bronze |
| 60 m                 | GDR Marlies Oelsner    | 7.17        | URS Lyudmila Storozhkova | 7.24   | ITA Rita Bottiglieri   | 7.34   |
| 400 m                | GDR Marita Koch        | 51.14 (WR)  | GBR Verona Elder         | 52.75  | YUG Jelica Pavličić    | 53.49  |
| 800 m                | GBR Jane Colebrook     | 2:01.1 (WR) | BUL Totka Petrova        | 2:01.2 | POL Elżbieta Katolik   | 2:01.3 |
| 1500 m               | GBR Mary Stewart       | 4:09.4 (CR) | BUL Vessela Yatsinska    | 4:10.0 | BUL Rumyana Chavdarova | 4:11.3 |
| 60 m barreiras       | URS Lyubov Nikitenko   | 8.29        | POL Zofia Filip          | 8.34   | ITA Rita Bottiglieri   | 8.39   |
| salto em altura      | ITA Sara Simeoni       | 1,92        | FRG Brigitte Holzapfel   | 1,89   | HUN Edit Sámuel        | 1,86   |
| salto em comprimento | TCH Jarmila Nygrýnová  | 6,63        | HUN Ildikó Szabó         | 6,55   | GDR Heidemarie Wycisk  | 6,40   |
| lançamento do peso   | TCH Helena Fibingerová | 21,46 (CR)  | GDR Ilona Slupianek      | 21,12  | FRG Eva Wilms          | 20,87  |

(WR) = Recorde mundial 
(CR) = Recorde dos campeonatos

## Quadro de medalhas
| Ordem | País               | Medalha de ouro | Medalha de prata | Medalha de bronze | Total |
| ----- | ------------------ | --------------- | ---------------- | ----------------- | ----- |
| 1     | Alemanha Oriental  | 4               | 4                | 1                 | 9     |
| 2     | União Soviética    | 3               | 3                | 0                 | 6     |
| 3     | Reino Unido        | 3               | 2                | 0                 | 5     |
| 4     | Alemanha Ocidental | 2               | 2                | 1                 | 5     |
| 5     | Polónia            | 2               | 1                | 5                 | 8     |
| 6     | Tchecoslováquia    | 2               | 0                | 0                 | 2     |
| 7     | Itália             | 1               | 0                | 2                 | 3     |
| 8     | Bélgica            | 1               | 0                | 0                 | 1     |
| 8     | Islândia           | 1               | 0                | 0                 | 1     |
| 10    | Bulgaria           | 0               | 2                | 1                 | 3     |
| 10    | Finlândia          | 0               | 2                | 1                 | 3     |
| 12    | Hungria            | 0               | 1                | 3                 | 4     |
| 13    | França             | 0               | 1                | 1                 | 2     |
| 14    | Suécia             | 0               | 1                | 0                 | 1     |
| 15    | Suíça              | 0               | 0                | 2                 | 2     |
| 16    | Países Baixos      | 0               | 0                | 1                 | 1     |
| 16    | Iugoslávia         | 0               | 0                | 1                 | 1     |